# 리카르도 브로스키

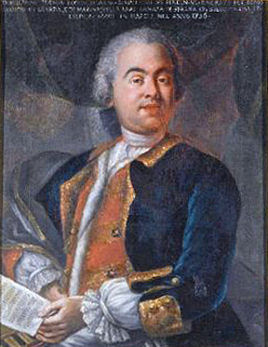
리카르도 브로스키

리카르도 브로스키(이탈리아어: RIccardo Broschi, 1698년~1756년)는 파리넬리로 알려진 카를로 브로스키의 형이다.
나폴리에서 살바토레 브로스키와 카테리나 베레세의 아들로 태어났다. 그가 19세 때 동생 카를로 브로스키가 거세됐고 얼마 안 가 11월 4일 아버지가 죽었다.
1725년에 데뷔했다. 다음으로, 그는 1726년에 런던으로 이동하고 1734년까지 거기에 머물렀다. 여섯 영웅 오페라, 그의 가장 성공적인 것으로, 독일의 작곡가 요한 아돌프 하세가 작곡한 아르타세르세의 일부 아리아를 썼다. 1737년에 그는 슈투트가르트로 이동하고 얼마 후 1739년 마드리드에서 자신의 동생을 만났다. 그는 1756년 마드리드에서 죽었다.